# 惡作劇之吻 (2016年電視劇)
《惡作劇之吻Miss In Kiss》，2016年台灣偶像劇。由李玉璽、吳心緹、宮以騰、席惟倫領銜主演，2016年4月21日開鏡，8月31日全劇殺青，共131天。12月8日Line TV、PPTV首先上架；12月11日東森超視上檔；12月17日東森綜合台上檔。超視版劇末播出幕後花絮《惡作劇之後》播放漏網鏡頭，並由《DR.Wu》冠名贊助播出，幕後花絮播出後，Line TV隨時上架。在中國大陸播放平台PPTV播出後點擊破億萬，成績不俗，至第9集已經突破九億點擊率,在大結局後一個月更突破十三億點播量。2017年4月於LINE TV破2千2百萬瀏覽量,成為首季排行總榜亞軍。然豆瓣評價僅有3.8星，且1星評價比率超過50％。且有史上最爛翻拍之評論，男女主角演技更是備受批評。2017年2月5日起，由《如果的世界》冠名贊助播出。2017年6月，於日本發行重新以日語配音的DVD。

## 播出時間

### 首播
| 頻道                 | 所在地   | 播映日期       | 播出時間                 |
| -------------------- | -------- | -------------- | ------------------------ |
| PPTV聚力视频結局首播 | 中国大陆 | 2016年12月8日  | 每週四五六凌晨00:00      |
| LINE TV              | 臺灣     | 2016年12月8日  | 每週四五六中午12:00      |
| 東森超視             | 臺灣     | 2016年12月11日 | 每週日 19:00 - 20:30     |
| 東森綜合台           | 臺灣     | 2016年12月17日 | 每週六 20:00 - 21:30     |
| TVB8                 | 香港     | 2017年7月16日  | 每週日 21:30 - 23:30     |
| TVB星河頻道          | 香港     | 2018年         | 每週六、日 23:00 - 24:00 |

### 重播
| 頻道       | 所在地 | 播映日期       | 播出時間             |
| ---------- | ------ | -------------- | -------------------- |
| 東森超視   | 臺灣   | 2016年12月11日 | 每週日 23:00 - 24:30 |
| 東森綜合台 | 臺灣   | 2016年12月18日 | 每週日 02:00 - 03:30 |

## 演員列表

### 主要演員
| 演員   | 角色   | 漫畫原名                      | 介紹 | 網路版登場集數   | 超視版登場集數 |
| 李玉璽 | 江植樹 | 入江直樹 いりえなおき         | 20歲，月琴之夫。父親經營玩具公司,希望他成為繼承人,但他的夢想是當醫生。智商高達200,在高一開學的新生致詞時,成為月琴的暗戀對象。到高二時,月琴向他告白,他卻無情地拒絕了,後來月琴因房子摧毀而意外搬進他家。在大學應考當天,因為月琴昏倒而送她到醫院,錯過了進入台大的機會。爸爸與他吵架時,突然昏倒,為了幫助爸爸的病情,決定代替爸爸經營玩具公司,並接受白泉會長孫女與他的相親,跟白莎穗成為男女朋友,這也使月琴決定放棄喜歡他。直到知道阿金和月琴求婚後，才明白自己真正愛的人是月琴，向月琴表達心意後和月琴結婚。                             | 全劇             | 全劇           |
| 吳心緹 | 向月琴 | 相原琴子 あいはらことこ       | 20歲，植樹之妻，心地善良，個性憨厚直接、樂觀有耐性，但頭腦不好，對家事更是一竅不通。然而儘管笨手笨腳，常把事情搞砸，卻還是努力不懈地朝目標前進。高一開學典禮時就對代表新生致詞的植樹一見鍾情。高二時下定決心向植樹表白，卻被狠狠拒絕，才想說服自己別再喜歡植樹。雖然因為植樹冷漠的態度，加上自己的笨拙常為植樹帶來麻煩。而使得月琴好幾次都想要放棄離開，但最後都因植樹態度上的些微轉變，而繼續鼓足勇氣邁進。因子裕到北海岸擔任婚紗模特兒而暫時代理咖啡廳的工作。後來因為白莎穗的關係,決定放棄植樹,另外找個心上人。最後和植樹結婚。 | 全劇             | 全劇           |
| 宮以騰 | 金支柱 | 池澤金之助 いけざわきんのすけ | 20歲，月琴的同班同學，對月琴一片癡心。高中畢業後，進入月琴家的福氣小吃店上班。來自北海岸的陽光男孩，人如其名是家鄉的「支柱」人物。腦筋不太靈光，但運動神經發達，最拿手的事是做菜。從高一就喜歡月琴，最大心願是和月琴結婚，之後在向東流的餐廳拜他為師。為了能夠及早和月琴攜手共創美麗家園，高中畢業後沒有再升學，到福氣小館擔任學徒,後來月琴慢慢地接受他。 | 1-13,15-34,37-39 | 全劇           |
| 席惟倫 | 吳子裕 | 松本裕子 まつもとゆうこ       | 富家千金，吳子綾之姊，因為景仰植樹的能力和風采，而選擇進入星斗大學就讀理工學院。聰明美麗、能力極強的子裕和月琴總是不怎麼對盤，每次見面必吵，但當兩人最後面對情敵白莎穗的強力威脅時，卻又能同心協力。雖然極喜歡植樹，卻也是個拿得起、放得下的率性女子。 | 11-33,35-39      | 4-13           |

### 其他演員
| 演員   | 角色     | 漫畫原名                | 介紹 | 網路版登場集數                         | 超視版登場集數 |
|        | 向東流   | 相原重雄 あいはらしげお | 向月琴之父，江春水的好兄弟。「福氣小館」餐廳的老闆，做菜手藝一流，和植樹的父母親是國中時的好朋友。妻子不幸早逝後獨自扶養月琴長大，最大的心願是給月琴一個溫暖的家。                                                                                       | 1-4,6-10,13,15,18-21,24,27,30-34,36-39 | 全劇           |
| 趙自強 | 江春水   | 入江重樹 いりえしげき   | 江植樹、江玉樹之父，喜愛喝酒，向東流的拜把兄弟。王牌玩具公司的老闆，個性溫和。希望植樹能接掌自家的玩具公司。 | 2-3,5-10,13,15,17-20,24,27,30-35,37,39 | 全劇           |
| 蔡燦得 | 何盼雲   | 入江紀子 いりえのりこ   | 人稱盼盼姨，江植樹、江玉樹之母，經常做一些小動作，為了撮合植樹和月琴。家庭主婦，喜歡熱鬧、極愛拍照。和月琴十分投緣，所以用盡一切手段想撮合月琴和植樹。常常在秘密樹上流傳兩人在一起的消息，不過她的偽裝常被其他人看穿。                                   | 2-37,39                                | 全劇           |
| 沈昶宏 | 江玉樹   | 入江裕樹 いりえゆうき   | 江植樹之弟 ，不喜歡月琴！可愛聰明又成熟，極度崇拜哥哥植樹，跟植樹的個性也十分相似 不太瞧得起太笨的人，對月琴也沒有好臉色。將月琴當作暑假作業的研究對象，時常注意月琴又做了什麼蠢事，但漸漸地也被月琴那股傻勁和真誠所感動。是第一個知道植樹喜歡月琴的人。 | 2-9,12-13,15,17,18-20,22-34,36-37,39   | 全劇           |
| 喬雅琳 | 石理美   | 石川理美 いしかわさとみ | 月琴的同班同學兼好姊妹。超愛打扮和化妝，常見她就是在塗指甲油，生命的意義在做一個賢淑的妻子，和依偎男人身旁的小女生，偶爾會見色忘友。在月琴受委屈時，她和小森會勇敢挺身指摘植樹，但話一說完就趕緊落荒而逃，十足的小女人。                                 | 1-15,19-23,25-26,28,30-31,33-34,37-39  | 1-5,7-13       |
| 文聞   | 林小森   | 小森じん子 こもりじんこ | 月琴的同班同學兼好姊妹。個性大方，很有男子氣概，說話大聲，很有個性和想法，常提醒月琴，不怕她生氣。 | 1-15,19-23,25-26,28,30-31,33-34,37-39  | 1-5,7-13       |
| 吳承璟 | 杜亞鈞   | 渡辺 わたなべ           | 江植樹的同學，高中時，校排常常是校園裡的亞軍，在班上是和植樹比較熟的朋友。 | 1-11,19-20                             | 1-4,7          |
| 黃鐙輝 | 秦義重   |                         | 警察，秦一諾的爸爸，金支柱的好友。 | 2,6,20-21,23-25,27                     | 1-2,7-9        |
| 邱俊儒 | 胡須藤   | 須藤前輩 すどうせんぱい | 植樹的高中學長，住在彰化且有很多鬍鬚，人人稱他鬍鬚彰、魔鬼操練狂的網球社社長，平時待人十分和善，但只要一拿起網球拍就變得極度兇殘。十分喜歡子裕，但奈何落花有意，流水無情，始終得不到子裕的青睞。個性小奸小惡，常利用植樹的小道消息跟月琴交換好處。       | 12-22,29-32,37-39                      | 4-8,10-11,13   |
| 吳季璇 | 吳子綾   | 松本綾子 まつもとあやこ | 吳子裕之妹，有點瞧不起月琴，疑似也喜歡植樹，後和武中川在一起。 | 22-23,26-31,38-39                      | 8-11,13        |
| 朱威旭 | 武中川   | 中川武人 なかがわたけと | 追求月琴的高三生，後和吳子綾在一起。 | 25-30,37-39                            | 9-10,13        |
| 高振鵬 | 白泉會長 | 大泉會長                | 白莎穗的爺爺，白泉集團社長，個性沉穩內斂，是個極為傑出的大企業家。十分欣賞植樹的才華，有意將孫女莎穗介紹給植樹。 | 32-33,35-38                            | 11-13          |
| 簡廷芮 | 白莎穗   | 沙穗子                  | 白泉會長的孫女,接受了爺爺的提親,與植樹成為男女朋友。但最終與植樹和平分手。 | 35-39                                  | 12-13          |

### 客串演員
| 演員   | 角色           | 漫畫原名              | 介紹 | 網路版登場集數          | 超視版登場集數 |
| 民雄   | 管原野         | 菅原 すがわら         | F班班導，也是歷史老師。充滿教育熱誠的老師，雖然在學校中總被其他老師瞧不起，但仍是深信書念得好壞並不能決定一個人的人生與未來。                                                                   | 1-3,5-11                | 1-4            |
| 吳俊輝 | 超強子教授     |                       | | 1-2                     | 1              |
| 紀殷澤 | 研究生         |                       | | 1-2                     | 1              |
| 安妮   | 麗娜           |                       | 俄羅斯資優生。與植樹一同去參觀中研院，不小心誤觸到實驗室的飛米實驗，間接毁了向东流的房子。之後遇到阿金，答應阿金幫F班補習，但因中文不好，沒人聽的懂，之後作罷。之後在校內擺攤，請求金支柱幫忙。 | 1-2,8,16,17             | 1,3,6          |
| 盧彥澤 | 盧彥哲         |                       | 向月琴的同學，後來畢業後全班一同上星斗大學營養系。 | 1,3-8,10-11,21          | 1-4,7          |
| 郭昊鈞 | 郭昊鈞         |                       | 向月琴的同學，後來畢業後全班一同上星斗大學營養系。 | 1,3-8,10-11,21          | 1-4,7          |
| 任媛媛 | F班同學        |                       | 向月琴的同學，後來畢業後全班一同上星斗大學營養系。 | 1,3-8,10-11,21          | 1-4,7          |
| 李彩衣 | F班同學        |                       | 向月琴的同學，後來畢業後全班一同上星斗大學營養系。 | 1,3-8,10-11,21          | 1-4,7          |
| 陳映衫 | F班同學        |                       | 向月琴的同學，後來畢業後全班一同上星斗大學營養系。 | 1,3-8,10-11,21          | 1-4,7          |
| 李心怡 | F班同學        |                       | 向月琴的同學，後來畢業後全班一同上星斗大學營養系。 | 1,3-8,10-11,21          | 1-4,7          |
| 張聿珊 | F班同學        |                       | 向月琴的同學，後來畢業後全班一同上星斗大學營養系。 | 1,3-8,10-11,21          | 1-4,7          |
| 廖玟婷 | F班同學        |                       | 向月琴的同學，後來畢業後全班一同上星斗大學營養系。 | 1,3-8,10-11,21          | 1-4,7          |
| 陳家豪 | F班同學        |                       | 向月琴的同學，後來畢業後全班一同上星斗大學營養系。 | 1,3-8,10-11,21          | 1-4,7          |
| 劉芳萱 | F班同學        |                       | 向月琴的同學，後來畢業後全班一同上星斗大學營養系。 | 1,3-8,10-11,21          | 1-4,7          |
| 王偉傑 | F班同學        |                       | 向月琴的同學，後來畢業後全班一同上星斗大學營養系。 | 1,3-8,10-11,21          | 1-4,7          |
| 廖仕鈺 | F班同學        |                       | 向月琴的同學，後來畢業後全班一同上星斗大學營養系。 | 1,3-8,10-11,21          | 1-4,7          |
| 藍文妤 | F班同學        |                       | 向月琴的同學，後來畢業後全班一同上星斗大學營養系。 | 1,3-8,10-11,21          | 1-4,7          |
| 劉香君 | F班同學        |                       | 向月琴的同學，後來畢業後全班一同上星斗大學營養系。 | 1,3-8,10-11,21          | 1-4,7          |
| 羅介碩 | A班班導        | A班班導               | A班導師。深以A班學生為傲，極度看輕其他班級的學生和老師。 | 1,7                     | 1,3            |
| 郭子豪 | A班同學        | 高宮良 たかみやりょう | 石理美之男友，富有人家的兒子，江植樹的同學。 | 1,3-7,10-11,21-22,31,39 | 1-4,7-8,11,13  |
| 李宗霖 | A班同學        |                       | 江植樹的同學。 | 1,3-7,10-11             | 1-4            |
| 李承諺 | A班同學        |                       | 江植樹的同學。 | 1,3-7,10-11             | 1-4            |
| 郭承皓 | A班同學        |                       | 江植樹的同學。 | 1,3-7,10-11             | 1-4            |
| 翁乙宏 | A班同學        |                       | 江植樹的同學。 | 1,3-7,10-11             | 1-4            |
| 陳怡蓁 | A班同學        |                       | 江植樹的同學。 | 1,3-7,10-11             | 1-4            |
| 張雅惟 | A班同學        |                       | 江植樹的同學。 | 1,3-7,10-11             | 1-4            |
| 沈伊柔 | A班同學        |                       | 江植樹的同學。 | 1,3-7,10-11             | 1-4            |
| 張婕   | A班同學        |                       | 江植樹的同學。 | 1,3-7,10-11             | 1-4            |
| 盛竹如 | 新聞主播       |                       | | 2                       | 1              |
| 曾智希 | 金粉團         |                       | 阿金的粉絲團；CDE班的同學，畢業後成為模特兒。 | 2,4,7,10-12,14-17       | 1-6            |
| 郭甜甜 | 金粉團         |                       | 阿金的粉絲團；CDE班的同學，畢業後成為模特兒。 | 2,4,7,10-12,14-17       | 1-6            |
| 方愛甯 | 金粉團         |                       | 阿金的粉絲團；CDE班的同學，畢業後成為模特兒。 | 2,4,7,10-12,14-17       | 1-6            |
| 何承蔚 | 江植樹         |                       | 年幼的江植樹。 | 3,22                    | 1,8            |
| 陳莘太 | 流氓           |                       | 強迫月琴買愛心筆的流氓。 | 3,6,16-17               | 1-2,6          |
| 林庭緯 | 游泳隊隊員     |                       | | 7                       | 3              |
| 盛以和 | 游泳隊隊員     |                       | | 7                       | 3              |
| 黃照軒 | 游泳隊隊員     |                       | | 7                       | 3              |
| 唐英哲 | 游泳隊隊員     |                       | | 7                       | 3              |
| 吳延東 | 游泳隊隊員     |                       | | 7                       | 3              |
| 董以芹 | 游泳隊隊員     |                       | | 7                       | 3              |
| 李濟安 | 游泳隊隊員     |                       | | 7                       | 3              |
| 黃昕恩 | 游泳隊隊員     |                       | | 7                       | 3              |
| 謝明君 | 游泳隊隊員     |                       | | 7                       | 3              |
| 李逸翔 | 游泳隊隊員     |                       | | 7                       | 3              |
| 黃椀柔 | 游泳隊隊員     |                       | | 7                       | 3              |
| 李岱蓉 | 游泳隊隊員     |                       | | 7                       | 3              |
| 梁赫群 | 營養系教授     |                       | | 11,21                   | 4,7            |
| 地 球  | 攝影師         |                       | 幫金粉團和子裕拍照的攝影師。 | 12,14,28-29             | 4-5,10         |
| 張昌緬 | 餐廳阿姨       |                       | 星斗大學餐廳的阿姨。 | 12,17,25,37             | 4,6,9,13       |
| 鄧安寧 | 物理系教授     |                       | | 13,19,27(回憶)          | 5,7,9          |
|        | 小不點（幼年） | 小小 チビ             | 江家的寵物，是植樹在路邊撿到的流浪狗，是德國巨型貴賓犬。 | 17-18                   | 6              |
|        | 小不點（成年） | 小小 チビ             | 江家的寵物，是植樹在路邊撿到的流浪狗，是德國巨型貴賓犬。 | 19-20,22                | 7-8            |
| 大飛   | 主持人         |                       | 星斗大學女神選拔主持人。 | 19                      | 7              |
| 吳政勳 | 台大學生       |                       | 杜亞鈞的朋友。 | 19                      | 7              |
| 李沛勳 | 台大學生       |                       | 杜亞鈞的朋友。 | 19                      | 7              |
| 張惠傑 | 台大學生       |                       | 杜亞鈞的朋友。 | 19                      | 7              |
| 張凱徹 | 愛慕男         |                       | 喜歡子裕的變態。 | 21,29                   | 7,10           |
| 吳英俊 | 吳醫師         |                       | 吳子裕、吳子綾之父。 | 22                      | 8              |
| 江常輝 | 咖啡店長       |                       | 植樹、子裕打工的咖啡廳店長。 | 23,28                   | 8,10           |
| 管謹宗 | 袁醫生         |                       | 玉樹住院時的醫生。 | 25                      | 9              |
| 駱炫銘 | 秦一諾         |                       | 秦義重的兒子。玉樹住院時，與玉樹同病房的男孩。 | 25-27,34                | 9,12           |
| 花太郎 | 子裕助理       |                       | | 28-29                   | 10             |
| 蔡旻翰 | 菜園老闆       |                       | 販菜給福氣小館得菜園老闆 | 31                      | 11             |
| 曾麗秋 | 菜園阿嬤       |                       | 菜園老闆的媽媽 | 31                      | 11             |
| 鍾倫理 | 陳秘書         |                       | | 33-36                   | 11-12          |
| 王御惟 | 猴勾椎         |                       | 機車同事 | 34-36                   | 12             |
| 王德生 | 牧師           |                       | 月琴、植樹婚禮的牧師 | 39                      | 13             |

## 電視劇歌曲
| 曲別         | 歌名             | 演唱者         | 作詞           | 作曲           |
| 片頭曲       | 討厭喜歡你       | 李玉璽、吳心緹 | 李玉璽         | 李玉璽         |
| 片尾曲       | 惡作劇之後       | 李玉璽         | 李玉璽         | 李玉璽         |
| 插曲、預告曲 | Good morning     | 李玉璽         | 李玉璽         | 李玉璽         |
| 插曲         | Goodbye my lover | 李玉璽         | 李玉璽         | 李玉璽         |
| 插曲         | 對面的男孩       | 文聞           | 葉婷慈         | 李晉瑋         |
| 插曲         | Maybe Baby       | 畢書盡         | 畢書盡、陳又齊 | 畢書盡、陳又齊 |

## 周邊商品
- 惡作劇之吻 Miss in kiss寫真集
- 電視原聲帶

《惡作劇之吻 電視原聲帶》於2016年12月16日發行
| 惡作劇之吻 電視原聲帶 | 惡作劇之吻 電視原聲帶 | 惡作劇之吻 電視原聲帶 | 惡作劇之吻 電視原聲帶 | 惡作劇之吻 電視原聲帶 | 惡作劇之吻 電視原聲帶 |
| 曲序                  | 曲目                  |                       | 作曲                  | 演唱                  | 时长                  |
| --------------------- | --------------------- | --------------------- | --------------------- | --------------------- | --------------------- |
| 1.                    | 討厭喜歡你（片頭）    | 李玉璽                | 李玉璽                | 李玉璽、吳心緹        | 3:37                  |
| 2.                    | 惡作劇之後（片尾）    | 李玉璽                | 李玉璽                | 李玉璽                | 4:31                  |
| 3.                    | 對面的男孩            | 葉婷慈                | 李晉瑋                | 文聞                  | 3:25                  |
| 4.                    | Maybe Baby            | 陳又齊                | 陳又齊                | 畢書盡                | 3:40                  |
| 5.                    | Good morning          | 李玉璽                | 李玉璽                | 李玉璽                | 3:26                  |
| 6.                    | Goodbye my lover      | 李玉璽                | 李玉璽                | 李玉璽                | 3:26                  |

## 收视率

### 東森超視週日首播收視率
| 播出日期       | 網路版章數 | 電視版章數 | 電視版平均收視 | 排名 | 備註                                                                            |
| -------------- | ---------- | ---------- | -------------- | ---- | ------------------------------------------------------------------------------- |
| 2016年12月11日 | 1-3        | 1          | --             | --   | 每週日晚間7點首播，收視率未擠進前20故無法得知                                   |
| 2016年12月18日 | 4-6        | 2          | --             | --   | 收視率未擠進前20故無法得知                                                      |
| 2016年12月25日 | 7-9        | 3          | --             | --   | 收視率未擠進前20故無法得知                                                      |
| 2017年1月1日   | 10-12      | 4          | 0.73           | --   | 在有線電視TOP 20 15～24歲收視群收視率為0.73，排名20，其餘年齡收視群未能擠進排行 |
| 2017年1月8日   | 13-15      | 5          | --             | --   | 收視率未擠進前20故無法得知                                                      |
| 2017年1月15日  | 16-18      | 6          | 0.84           | --   | 在有線電視TOP 20 15～24歲收視群收視率為0.84，排名16，其餘年齡收視群未能擠進排行 |
| 2017年1月22日  | 19-21      | 7          | --             | --   | 收視率未擠進前20故無法得知                                                      |
| 2017年1月29日  | 22-24      | 8          | --             | --   | 收視率未擠進前20故無法得知                                                      |
| 2017年2月5日   | 25-27      | 9          | --             | --   | 收視率未擠進前20故無法得知                                                      |
| 2017年2月12日  | 28-30      | 10         | --             | --   | 收視率未擠進前20故無法得知                                                      |
| 2017年2月19日  | 31-33      | 11         | --             | --   | 收視率未擠進前20故無法得知                                                      |
| 2017年2月26日  | 34-36      | 12         | --             | --   | 收視率未擠進前20故無法得知                                                      |
| 2017年3月5日   | 37-39      | 13         | --             | --   | 完結篇 播出120分鐘 收視率未擠進前20故無法得知                                   |
| 平均收視率     |            |            |                |      |                                                                                 |

- 同時段節目：
- 資料來源：凱絡媒體週報 （页面存档备份，存于）。

## 製作團隊
- 導演：林清芳、蔡季瑛
- 編劇統籌：李懿芳
- 編劇：李懿芳、黃雅勤、黃婉青
- 總監製：孫雷
- 監製：櫻井由紀、黃興晨、江明玉、宋鎵琳
- 監修：西川 茂
- 製作人：王信貴、郭靜純、丁逸筠
- 執行製作人：劉育君
- 原著企劃：溝口 稔
- 出品人：米昕、簡恒敬、香月淑晴、王信貴
- 製作公司：日本SPO Entertainment Inc.、巨角集團、PPTV聚力、王牌娛樂
- 主視覺視計：邱孟彥
- 贊助單位：

## 拍攝場景
- 陽明山天籟渡假酒店
- 三重區幸福水漾公園
- 兒童新樂園
- 桃園市立大園國際高中
- 國立中央大學
- 元智大學
- 由你咖啡店
- 國立臺灣海洋大學
- 國立海洋科技博物館

## 外部連結
- 惡作劇之吻 超視官方網站
- 惡作劇之吻的Facebook專頁
- 惡作劇之吻LINE TV頻道 （页面存档备份，存于）

| 臺灣 東森超視 每週日 19:00 - 20:30                    | 臺灣 東森超視 每週日 19:00 - 20:30           | 臺灣 東森超視 每週日 19:00 - 20:30                                                                        |
| ----------------------------------------------------- | -------------------------------------------- | --- |
|                                                       | 惡作劇之吻 （2016年12月11日－2017年3月5日）  | |
| 愛玩客 （－2016年12月4日）                            | 飛魚高校生 （2017年3月12日－2017年7月9日）   | |
| 臺灣 東森綜合台 每週六 20:00 - 21:30                  |                                              | |
| 1989一念間（重播） （2016年11月19日－2016年12月10日） | 惡作劇之吻 （2016年12月17日－2017年3月11日） | 我們這一家 (20:00~20:30) （2017年3月18日－2017年）極品絕配 (重播) (20:30~22:00) （2017年3月18日－2017年） |
| 臺灣 東森超視 每週日 18:00 - 21:00                    |                                              | |
| 極品絕配 （2017年4月9日 －2017年8月6日）              | 惡作劇之吻 （2017年8月13日－2017年9月24日）  | 2分之一強 （20:00 - 21:00） （2017年9月24日）1989一念間 （2017年10月1日－2017年10月22日）                 |